# Gliese 581
Gliese 581 is een zwakke, met het blote oog niet zichtbare ster (schijnbare magnitude 10,6) in het sterrenbeeld Weegschaal (Libra). De ster is een rode dwerg (spectraalklasse M3.5V) op een afstand van de Zon van 20,5 lichtjaar en heeft tot nu toe vier bevestigde planetaire begeleiders. De aanwezigheid van twee andere begeleiders kon tot op heden niet met overtuigend wetenschappelijk bewijs worden aangetoond.
De naam van deze ster is afkomstig uit de Gliese catalogus, een stercatalogus met sterren in de "omgeving" van de zon.

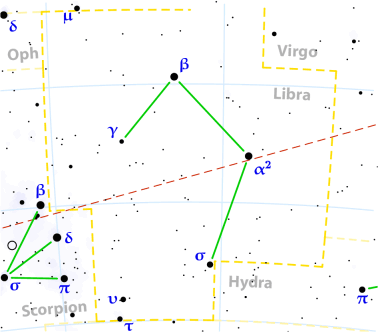
Kaart van het sterrenbeeld Weegschaal. Gliese 581 ligt op korte afstand boven beta Librae.

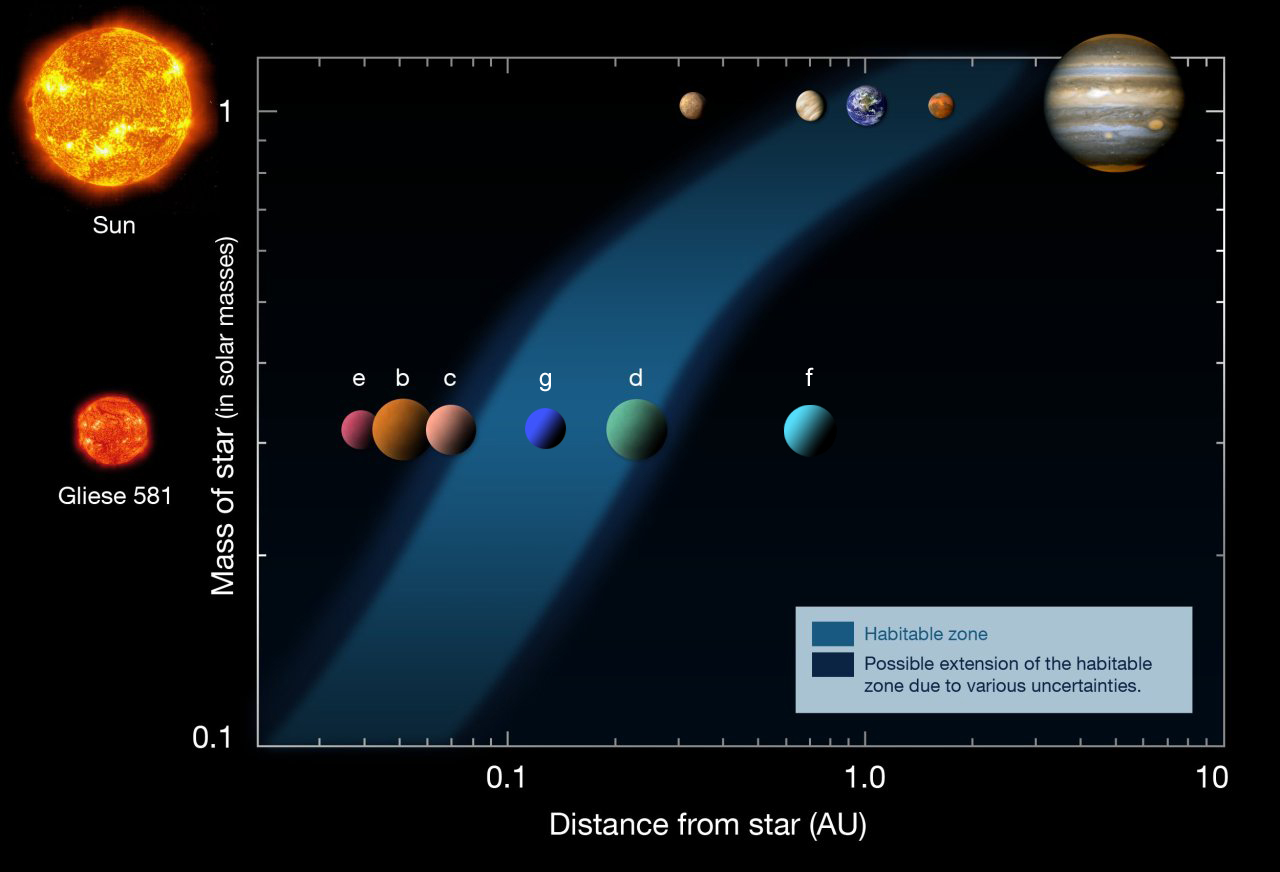
Vergelijking van de bewoonbare zones van het Gliese 581-stelsel en het zonnestelsel.

## Planetenstelsel
Het Gliese 581-stelsel heeft 4 bevestigde (b, c, d en e) en 2 onbevestigde planeten (f en g). Sommige hiervan bevinden zich binnen de bewoonbare zone.

### Gliese 581 b
Gliese 581 b heeft een massa die 17 keer zo groot is als die van de aarde, en legt zijn baan af in 5,366 dagen op een afstand van 6 miljoen km tot de ster. Door de geringe afstand tot de ster heeft deze planeet een oppervlaktetemperatuur van naar schatting 150 °Celsius.

### Gliese 581 c
Deze planeet werd ontdekt door een team onder leiding van Stéphane Udry, onderzoeker bij het Observatorium van de Universiteit van Genève in Zwitserland, met gebruikmaking van het HARP instrument op de Europese Zuidelijke Sterrenwacht, de telescoop met een spiegeldiameter van 3,6 meter in het La Silla Observatorium in Chili. De ontdekking werd bekendgemaakt op 24 april 2007.
Het team bestond uit onderzoekers van de universiteiten van Gèneve, Grenoble, Parijs en Lissabon.
De omlooptijd om de ster, ofwel de lengte van een jaar, bedraagt 13 dagen. De oppervlaktetemperatuur wordt geschat op 0 °C tot 40 °C. Als er zich water zou bevinden, dan zou dat vloeibaar zijn. Daarmee is Gliese 581-C een interessant onderzoeksobject in het onderzoek naar buitenaards leven. De planeet heeft naar schatting een anderhalfmaal zo groot oppervlak als de aarde en is ongeveer vijfmaal zo zwaar.

### Gliese 581 d
Gliese 581 d is een derde planeet met ongeveer een 8-voudige massa in vergelijking tot de aarde en draait in 84 dagen om de ster. Zijn ontdekking werd gemeld in november 2005.
Aanvankelijk werd aangenomen dat Gliese 581 d een ijsplaneet was, maar een team wetenschappers heeft simulaties gedaan in het Parijse instituut Simon Laplace waaruit blijkt dat de exoplaneet weleens te maken kan hebben met een broeikaseffect. Het gevolg zou het ontstaan van oceanen, wolken en regen zijn. Indien er CO2 die in de atmosfeer zou zitten, zou die er voor kunnen zorgen dat de planeet de warmte van de zwakkere moederster opslaat, en dus opwarmen. Gliese 581 d krijgt 3 keer minder sterrenlicht/warmte dan de aarde krijgt van de zon.

### Gliese 581 e
Gliese 581 e is de vierde planeet met een massa van 1,9 keer die van onze aarde en draait in 3,15 dagen om de ster. Hiermee is ze de lichtste exoplaneet die tot op heden werd ontdekt.

### Gliese 581 f
Gliese 581 f is een onbevestigde planeet met minstens zevenmaal de massa van de Aarde. Onduidelijk is echter of het een planeet betreft met een vast oppervlak of dat het hier gaat om een zogenaamde gasreus.

### Gliese 581 g
Gliese 581 g is de onbevestigde zesde planeet en staat onofficieel bekend als Zarmina's Wereld. 
In 2011 werd geconcludeerd dat de planeet niet bestaat.

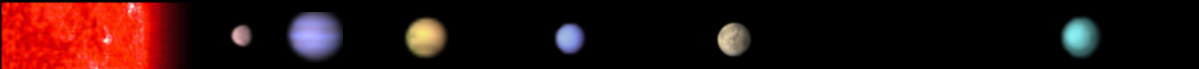
De relatieve afstanden en grootte van de hemellichamen tot elkaar in het Gliese 581-stelsel (v.l.n.r.: a, e, b, c, g, d, f).